# Рейтан. Упадок Польши
«Рейтан. Упа́док По́льши» (пол. Rejtan – Upadek Polski) — картина польского живописца Яна Матейко, написанная в 1866 году. В настоящее время находится в Королевском замке в Варшаве. Техника исполнения произведения — масляная живопись на холсте, размер полотна — 282 × 487. 
Картина изображает события Разделительного сейма в апреле 1773 года, в ходе которого Тадеуш Рейтан попытался сорвать заседание и таким образом не допустить раздела Речи Посполитой. Чтобы не выпустить депутатов из зала заседаний, Рейтан лёг перед выходом со словами: «Убейте меня, не убивайте Отчизну!»

## Сюжет и персонажи картины
Сюжет картины повествует о сцене, которая разыгралась 21 апреля 1773 года. В последний третий день работы «Разделительного сейма», который проходил в Варшаве, сейм должен был ратифицировать раздел земель Речи Посполитой между Пруссией, Россией и Австрией. Центральной фигурой картины является шляхтич Тадеуш Рейтан, который в отчаянии пытается предотвратить позорное для его родины событие. Лежащему в дверях Рейтану Адам Понинский указывает на русских гренадеров, которые видны в зале за дверью. Слева от Понинского изображён Станислав Щенсный Потоцкий (которому в то время был 21 год и в зале сейма его не было). Справа от Понинского коронный гетман Франциск Ксаверий Браницкий, который закрыл лицо руками. Эти трое как раз собираются войти в зал сейма, чтобы подписать унизительный для Речи Посполитой договор.
В левой части полотна выделяется фигура Франца Салезия Потоцкого. Он изображён в соболиной шубе бредущим с невидящим взглядом и протянув руки, как слепой. На его груди изображён Орден Белого орла. Салезий Потоцкий на самом деле в этот день был уже мёртв, однако Матейко изобразил его на полотне как символ отчаяния и бессилия крупнейших польских магнатов. Справа видна голова князя Кароля Станислава Радзивилла Пане Коханку.
Слева-сзади от Салезия Потоцкого видна фигура короля польского Станислава Августа Понятовского, держащего в левой руке часы.
В левом углу картины изображён сидящим князь Михаил Фредерик Чарторыйский. Справа от него в расстёгнутой сутане Михаил Ежи Понятовский, брат последнего короля польского Станислава Августа Понятовского.
Над всей мизансценой высится портрет русской императрицы Екатерины II с державой в руке. Однако слева от портрета императрицы Матейко изобразил молодого человека, в правой руке которого зажата карабела в ножнах, а в левой — конфедератка. Этот молодой человек символизирует надежду на освобождение Речи Посполитой.
В ложе в окружении двух дам (Изабеллы Любомирской и либо Эльжбеты Грабовской, либо Изабеллы Чарторыйской) изображён русский посол князь Николай Васильевич Репнин. По правую руку — княгиня Изабелла Любомирская. Это ещё одна историческая вольность, в это время послом России в Польше уже был барон Отто Магнус фон Штакельберг.

## История картины
Несмотря на сопротивление деятелей польской эмиграции в Париже и, в частности, князя Адама Ежи Чарторыйского и его окружения, картина была показана на выставке в Париже в 1867 году, где была награждена золотой медалью.
Картину для своей коллекции приобрёл император Австрии Франц Иосиф I. В 1918 году правительство Польши выкупило полотно и передало его в коллекцию Королевского замка в Варшаве. В сентябре 1939 года картина перешла в руки немцев, и они эвакуировали полотно из Варшавы в 1944 году. Картина была найдена в ужасном состоянии в немецкой Силезии недалеко от города Еленя-Гура. Полотно было восстановлено в течение трёх лет реставрационных работ.

## Критика
Работа вызвала скандал в тогдашней, все еще разделенной Польше. Она оскорбила ряд общественных деятелей, многие из которых прослеживали прямую родословную от крупных магнатских семей, члены которых изображены на картине как предатели польского дела. Было несколько критических обзоров работы в современной прессе, Матейко получал анонимные угрозы, и, как говорят, некоторые аристократы рассматривали возможность покупки картины только для того, чтобы уничтожить ее.
Мнения серьезных критиков о работе были менее эмоциональными, но также неоднозначными. Картина была принята менее благосклонно Юзефом Шуйским и Станиславом Тарновским, но получила высокую оценку художников Генриха Семирадского и Артура Гротгера.